# La naturale incertezza del vivere
La naturale incertezza del vivere è un album discografico del cantante italiano Nino Buonocore, pubblicato nel 1992 dalla EMI Italiana. Il disco, pubblicato nella primavera 1992, è stato presentato al Teatro Petruzzelli di Bari, alla manifestazione Azzurro '92. La musica di tutte le canzoni è scritta da Nino Buonocore, mentre i testi sono stati scritti da Nino Buonocore e Michele De Vitis. Il disco, completamente acustico, è stato arrangiato da Nino Buonocore e Celso Valli. I due singoli estretti sono stati, nell'ordine: Il mandorlo e E non dire.

## Tracce

### Lato A
1. Il mandorlo
2. Attimi
3. I treni d'agosto
4. A chi tutto e a chi niente
5. Dopo l'amore

### Lato B
1. E non dire
2. Sabato triste
3. Ci salutiamo qui
4. Tra le cose che ho
5. A un certo punto della vita

## Formazione
- Nino Buonocore – voce, chitarra
- Paolo Gianolio – chitarra acustica, chitarra elettrica
- Savio Riccardi – pianoforte
- Ellade Bandini – batteria
- Ernesto Vitolo – organo Hammond, pianoforte
- Elliott Randall – chitarra acustica, chitarra elettrica
- Tony Levin – basso
- Gregg Bissonette – batteria
- Paulinho Da Costa – percussioni
- Jay Winding – pianoforte
- Jimmy Villotti – chitarra
- Tony Jackson – basso
- Nico Di Battista – chitarra
- Beppe Basile – batteria
- Gigi De Rienzo – basso
- Ares Tavolazzi – contrabbasso
- Gavin Wright – violino
- Rudy Trevisi – congas, flauto, sax
- Marco Tamburini – tromba, flicorno
- Sandro Comini – trombone
- Steve Grossman – sassofono tenore
- Marco Zurzolo – sassofono soprano, flauto
- Paolo Grazia – oboe
- Paolo Bighignoli – fagotto
- Angela Baggi, Luca Jurman – cori